# Affonso Mesquita
Affonso Mesquita, apelido Mesquita, foi um goleiro de futebol das décadas de 1910 e 1920, que atuou na A.A Mackenzie, na Portuguesa, na seleção paulista e na seleção brasileira.

## Carreira
Era goleiro do Mackenzie quando o clube fez parceria com a recém fundada Portuguesa, que ficou conhecida como Mack-Port. Ele foi o primeiro jogador da lusa a atuar na seleção nacional. Continuou no time rubro verde mesmo depois do fim da parceria em 1923. Só que um ano depois saiu do clube após se desentender com diretores.

## Seleção brasileira
Mesquita já era frequentemente convocado para a seleção paulista quando foi convocado para defender a seleção brasileira na Copa Roca de 1922. E sua estréia não podia ser melhor, vitória por 2 a 1, sobre os argentinos e título garantido. Ainda em 1922 ele novamente defendeu a seleção dessa vez contra o Paraguai, valendo a Taça Rodrigues Alves. E nova vitória dessa vez por 3 a 1.

## Títulos
- Seleção brasileira

Campeão da Copa Roca - 1922
Campeão da Taça Rodrigues Alves 1922